# Isaac Sweers
 (décembre 2016).
Isaac Sweers, né le 1er janvier 1622 à Nimègue et mort le 21 août 1673, est un officier de marine hollandais du XVIIe siècle.

## Biographie
Sweers est né à Nimègue, cinquième fils de l'échevin Aernout Sweers et de son épouse Alida van Bronckhorst ; il perd ses parents lors de l'épidémie de peste de 1635.
Après une brève expérience commerciale à Séville auprès d'un oncle, il s'embarque pour le Brésil, alors hollandais, où il séjourne de 1641 à 1645 ; fait prisonnier en 1645 par les Portugais, il est emmené à Lisbonne, réussit à s'échapper et à regagner la Hollande. Il se tourne vers la carrière militaire et la marine : aspirant en 1649, lieutenant en 1651, capitaine en 1652.
Isaac Sweers accomplit une brillante carrière militaire dans la marine hollandaise, sous les ordres de Jan van Galen, puis de Michiel de Ruyter. Il commande de 1654 à 1667 le navire Vrede. En 1665, il est nommé viceadmiraal, et commande le navire De Witte Olifant (L'Éléphant blanc), un vaisseau de 82 canons.
Il participe aux batailles des guerres anglo-néerlandaises ; les 4 et août 1666, il prend part à la bataille de North Foreland, qui se solde par la victoire anglaise ; il participe au Raid sur la Medway au cours de la Deuxième guerre anglo-néerlandaise, où les Néerlandais du 9 au 14 juin 1667 remontent la Tamise jusqu'à Chatham et capturent l'Unity et le navire amiral Royal Charles. Au début de la guerre de Hollande, il se distingue en 1672 à la bataille navale de Solebay où une flotte de 75 navires des Provinces-Unies surprend la flotte franco-anglaise de 93 vaisseaux, qui se trouvait à l'ancre à Solebay, (Suffolk) sur la côte est de l'Angleterre.
Il est tué au combat lors de la bataille navale du Texel devant Kijkduin, près de La Haye, le 21 août 1673 entre la flotte anglo-française et la flotte des Provinces-Unies.
Il est inhumé le 28 août dans la Vieille église d'Amsterdam (Oude Kerk).

## Postérité
L'Amirauté des Provinces-Unies passe commande au sculpteur Rombout Verhulst d'un monument commémoratif en marbre de Carrare, installé en 1674 dans la Vieille église d'Amsterdam. L'épitaphe en marbre noir est surmontée du buste de l'amiral, entouré de trophées militaires ; en dessous, un bas-relief représente une scène de bataille .
Deux navires nommés en son honneur ont servi dans la marine royale néerlandaise :
- Le premier HNLMS Isaac Sweers (en néerlandais : Hr. Ms. Isaac Sweers) est un destroyer de la classe Gerard Callenburgh, achevé au début de la Seconde Guerre mondiale. Il a servi en Méditerranée et a été coulé par le sous-marin allemand U-431 en 1942.
- Le deuxième HNLMS Isaac Sweers est une frégate de la classe Leander (sous-classe Van Speijk), achevé dans les années 1960. Il a été vendu à l'Indonésie en 1990 et renommé Karel Satsui Tubun, unité dorénavant de la classe Ahmad Yani.